# یوانجو والنسیا
یوانجو والنسیا (انگلیسی: Juanjo Valencia؛ زادهٔ ۱۸ سپتامبر ۱۹۷۱) بازیکن فوتبال اهل اسپانیا است.
از باشگاه‌هایی که در آن بازی کرده‌است می‌توان به باشگاه فوتبال راسینگ سانتاندر، باشگاه فوتبال اتلتیک بیلبائو، باشگاه خیمناستیک تاراگونا، باشگاه فوتبال اسپورتینگ خیخون، باشگاه فوتبال سویا، و باشگاه فوتبال اتلتیک بیلبائو بی اشاره کرد.
وی همچنین در تیم‌های ملی فوتبال زیر ۲۱ سال اسپانیا و باسک بازی کرده‌است.